# 1738 en droit
Cet article présente les faits marquants de l'année 1738 en droit.

## Événements
- Patente aggravant le poids de la corvée en Bohême relançant l’agitation dans les campagnes[1].

- 7 janvier : traité de Duraha entre Nizam-ul-Mulk et le Peshwâ. Les Marathes obtiennent le Mâlwa et la reconnaissance de leur suzeraineté[2].

- 4 février : le financier Joseph Süss Oppenheimer (Le Juif Süss) est exécuté à Wurtemberg[3].

- 28 avril : bulle  In eminenti apostolatus specula  ; le pape excommunie la franc-maçonnerie[4].

- 18 novembre : troisième traité de Vienne[5]. Stanislas Leszczynski renonce à la couronne polonaise au profit d’Auguste III de Pologne et reçoit les duchés de Bar et de Lorraine à titre viager (fin en 1766). François-Étienne de Lorraine renonce au duché de Lorraine pour la Toscane et de fortes indemnités versées par la France. Don Carlos, fils de Philippe V d'Espagne et d’Élisabeth Farnèse, qui renonce à l’expectative du duché de Toscane cédé au duc de Lorraine et au duché de Parme cédé à l’empereur d'Autriche, obtient Naples et la Sicile. La France adhère à la Pragmatique Sanction. Fin de la Guerre de Succession de Pologne. La Pologne est évacuée par les troupes russes et saxonnes.